# 李軫鎬
李 軫鎬（り しんこう、イ・ジンホ、朝鮮語: 이진호、1867年8月2日 - 1946年9月3日）は、朝鮮時代末期と大韓帝国の軍人、日本統治時代の朝鮮の政治家。貴族院勅選議員。日本名は「李家 軫鎬」（りのいえ しんこう）。号は「星齋」。位階は正四位。

## 経歴
1867年、本籍は京城府、本貫は全義李氏。1893年から1907年までに效力副尉龍驤衛左部将兼陸軍養成所教官、陸軍正尉、陸軍参領、訓練隊第三大隊長、親衛第二大隊長をつとめた。内通により春生門事件を失敗させた人物とも言われる。高宗の露館播遷以降は日本に亡命した。
1908年以降、平安南道観察使、平壌官立高等学校校長を務め、日本統治時代は朝鮮総督府慶尚北道長官、全羅北道長官、学務局長、中枢院参議、中枢院副議長、中枢院顧問を歴任した。1943年10月より貴族院勅選議員を務め、1946年9月3日に死去した（議員資格は1947年5月の貴族院廃止時まで与えられていた）。所属会派は無所属倶楽部。

## 受賞・栄典
- 1945年2月に勲二等瑞宝章を受章[1][2]。

## 死後の評価
- 2008年に親日反民族行為者財産調査委員会は、李が所有していた土地を国家に帰属させる決定を下した[3]。